# Western Hutt (rivière)
Pour les articles homonymes, voir Hutt.
La rivière Western Hutt (en anglais : Western Hutt River) est un cours d’eau de l’Île du Nord de la Nouvelle-Zélande.

## Géographie
Elle s’écoule vers le sud à partir de la chaîne de Tararua pour rejoindre l'Eastern Hutt pour devenir le fleuve Hutt, un cours d’eau majeur du sud de l’Île du Nord.